# Nationaal Instituut voor Milieu en Ontwikkeling in Suriname
Het Nationaal Instituut voor Milieu en Ontwikkeling in Suriname (Nimos, NIMOS) was een Surinaamse overheidsinstantie, in eigendom van het ministerie van Ruimtelijke Ordening en Milieu. Sinds juli 2024 zijn de taken overgenomen door de Nationale Milieu Autoriteit (NMA).
Nimos werd op 15 maart 1998 opgericht als werkarm van de Nationale Milieu Raad (NMR), die op 9 juni 1997 bij presidentieel besluit in het leven werd geroepen. In juli werd de Nimos opgeheven en de Nationale Milieu Autoriteit in het leven geroepen. De raamwet die dit mogelijk moet maken is in maart 2024 nog niet afgehandeld.
Het doel van NIMOS is het voorbrengen en handhaven van wetgeving en regelgeving op het gebied van milieu. Daarnaast heeft het een adviserende taak aan zowel de overheid zelf als particuliere entiteiten. Het richt zich onder meer op gebieden als afvalwater, afvalinname en -verwerking, zandafgravingen, kwaliteit van het oppervlaktewater, kwikverontreiniging in de bodem en waterwegen, geluids- en stankoverlast en uitgifte van concessies in de houtkap en goudwinning. Het instituut wordt hierin ondersteund door de Nationale Milieu Raad (NMR).